# Национальный пакт
Национальный пакт (араб. الميثاق الوطني‎) — неписаное соглашение, которое заложило основу Ливана как многоконфессионального государства, существующее по сей день. Пакт был заключён летом 1943 года, после переговоров между лидерами шиитской, суннитской и маронитской общин.
Ключевые пункты соглашения:
- марониты не должны выступать за иностранное вмешательство и принимать Ливан как «арабскую» страну, а не «одну из западных»
- мусульмане (шииты и сунниты) отказываются от их стремления к объединению с Сирией
- пост президента Республики всегда занимает маронит
- пост премьер-министра всегда занимает суннит
- пост председателя Национальной ассамблеи всегда занимает шиит
- заместителем спикера парламента и заместителем премьер-министра всегда должны быть представители греческой православной церкви
- соотношение христиан и мусульман в парламенте должно быть 6:5

Согласно переписи 1932 года большинство населения было христианами, и это дало им контроль над постом президента, командование вооружёнными силами и парламентское большинство. Однако бедное мусульманское население росло быстрее, чем более состоятельное христианское. Вместе с большой эмиграцией христиан, это привело к изменению пропорции в пользу мусульман. С годами недовольство структурой правительства и сектантские разногласия увеличились, что в конце концов вызвало гражданскую войну в Ливане.
Таифское соглашение от 1990 года изменило соотношение в парламенте до 50:50 и сократило полномочия маронитского президента.